# Siège de Suncheon
Guerre Imjin
Le siège de Suncheon est une tentative infructueuse des forces alliées coréennes et chinoises de s'emparer du château japonais de Suncheon à la fin de la guerre Imjin.

## Siège
Les troupes coréennes et chinoises essayent de s'emparer de trois places (le château de Suncheon, le château de Sacheon et le château d'Ulsan) simultanément en septembre 1598.
Le général Konishi Yukinaga défend le château de Suncheon avec 14 000 soldats japonais. Les forces alliées des Coréens et des Chinois prévoient d'attaquer avec une opération combinée, où l'armée et la marine frapperont des deux côtés du château simultanément le 19 septembre. Cependant, Liu Ting, commandant de l'armée chinoise, accepte des pots-de-vin du général japonais ou pour une autre raison ne donne pas suite à l'attaque jusqu'à son terme, malgré un rapport selon lequel les forces japonaises sont presque entièrement consacrées à la défense contre l'attaque navale.
En ce qui concerne l'attaque navale sur le château, Chen Lin, le commandant de la marine chinoise et l'amiral coréen Yi Sun-sin attaquent pendant la marée haute et s'approchent du château japonais sur son côté maritime. Cependant, comme Liu Ting n'a pas suivi par correctement sa fin de l'opération, la marine finit par affronter une résistance plus forte qu'attendue et se retrouve incapable de percer. Au moment où la marée se retire plusieurs navires sont pris au piège dans la baie. Les marins chinois opèrent sur des navires plus petits et sont donc à la fois plus proches des murs (ce qui rend plus difficile une retraite) et plus exposés une fois pris au piège. Aussi subissent-ils de lourdes pertes quand les Japonais attaquent les navires bloqués, tandis que les Coréens, pour la plupart, parviennent à tenir leurs plus gros navires jusqu'au retour de la marée et font alors voile vers la bataille de Jangdo.
Chen Lin est furieux et confronte après coup Liu Ting, qui n'explique guère son inexplicable absence d'attaque.
Les forces alliées lèvent le siège mais restent stationnées dans le voisinage jusqu'à la fin de la guerre.

## Source de la traduction
- (en) Cet article est partiellement ou en totalité issu de l’article de Wikipédia en anglais intitulé « Siege of Suncheon » (voir la liste des auteurs).